# Berdeniella jaramensis
Berdeniella jaramensis és una espècie d'insecte dípter pertanyent a la família dels psicòdids que es troba a Europa: l'Estat espanyol, incloent-hi el riu Jarama.